# Coniophanes dromiciformis
Coniophanes dromiciformis är en ormart som beskrevs av Peters 1863. Coniophanes dromiciformis ingår i släktet Coniophanes och familjen snokar. Inga underarter finns listade i Catalogue of Life.
Arten förekommer i södra Ecuador och kanske i angränsande områden av Peru. Den lever i låglandet upp till 100 meter över havet. Habitatet utgörs av lövfällande skogar och mangrove.
Beståndet hotas av skogarnas omvandling till odlingsmark och samhällen. Det kända utbredningsområdet är litet men populationens storlek är okänd. IUCN kategoriserar arten globalt som sårbar.